# Stauffenberg : La Véritable Histoire
Pour plus de détails, voir Fiche technique et Distribution.
Stauffenberg : La Véritable Histoire (Stauffenberg, Die wahre Geschichte en allemand) est un téléfilm allemand en deux parties d'Oliver Halmburger, qui fait le récit de la vie de Claus Schenk Graf von Stauffenberg et du complot du 20 juillet 1944.
La première partie s'intitule Stauffenberg : La Véritable Histoire - L'Auteur, et la seconde Stauffenberg : La Véritable Histoire -  L'Attentat.

## Synopsis
Première partie : l'auteur
La première partie retrace la carrière de Stauffenberg, de son entrée dans la Reichswehr jusqu'à son service dans la Wehrmacht, pendant la seconde guerre mondiale, ainsi que sa décision de tuer Hitler. Le film se termine avec les préparatifs d'un attentat imminent.
Les témoins contemporains interrogés sont Ewald von Kleist (qui participa au complot), Richard von Weizsäcker (alors Oberleutnant, il était informé du plan), Konstanze von Schulthess-Rechberg (la fille de Stauffenberg), Berthold Graf von Stauffenberg (le fils ainé de Stauffenberg), Otto Phillip Graf von Stauffenberg (son neveu), Ulrich de Maizière (officier d'État-major), Freya von Moltke (résistance civile), Raban von Canstein (officier auprès de Manstein), Horst von Oppenfeld (ordonnance de Stauffenberg) et Klaus Burk (ordonnance de Stauffenberg). Peter Hoffmann, biographe de Stauffenberg, Thomas Karlauf, biographe de Stefan George et Peter Steinbach, historien spécialiste de la résistance, interviennent également dans cette première partie.
Deuxième partie : L'attentat
La deuxième partie est consacrée à l'attentat proprement dit.
Les témoins contemporains interrogés sont Ewald von Kleist, Berthold Graf von Stauffenberg, Konstanze von Schulthess-Rechberg, Christoph Scheibler (officier d'ordonnance à la Wolfschanze), Kurt Salterberg (sentinelle de l'arrondissement 1a), Erich Kretz (ouvrier spécialisé à la Wolfschanze), Erwin Schenzel (officier de communications au Bendlerblock), Alfons Schulz (radio à la Wolfschanze), Rudolf Kuphal et Joachim Fuchs. Peter Steinbach, Peter Hoffmann et Bernhard Kroener interviennent également.

## Analyse
Le film est réalisé par la société Loopfilm GmbH pour la ZDF. Le choix est fait de reconstituer minutieusement plusieurs éléments essentiels. Ainsi la mallette de Stauffenberg, dans laquelle il place l'explosif le 20 juillet 1944, est créée d'après les données conservées dans les dossiers de la Gestapo. D'autres éléments sont générés par ordinateur, comme l'attaque d'un convoi par des avions Spitfires. 
Le film est tourné à Bamberg, Berlin, en Allemagne comme en Pologne et en Tunisie.
La première diffusion du film a lieu en Allemagne les 13 et 20 janvier 2009.

## Accueil critique
Selon le Stern, « Il y a eu beaucoup de gesticulations autour du tournage du film hollywoodien Opération Walkyrie, avec Tom Cruise qui joue Stauffenberg, l'auteur de l'attentat. Une semaine avant que ne débute ce débarquement américain dans les cinémas allemands, la ZDF propose un docu-drama sur Stauffenberg, qui donne un poids considérable aux faits ».
La Berliner Zeitung critique les faiblesses dramatiques et le manque de documentation du film.
Selon la Süddeutsche Zeitung: « Tout ceci est de "l'Histotainment", bien artisanal, mais dispensable. Il existe plus d'une demi-douzaine de films consacrés au 20 juillet, dont quelques-uns sont bons, (Jo Baier, 2004). L'attentat est connu de quiconque s'intéresse un tant soit peu à la résistance allemande. L'explosif défaillant, la mallette mal placée, rien de neuf. Que Tom Cruise le raconte encore une fois au monde, mais la ZDF ? Knopp a promis la véritable histoire, mais ne nous livre que de la vieille histoire ».